# Basslerites
Basslerites is een geslacht van kreeftachtigen uit de klasse van de Ostracoda (mosselkreeftjes).

## Soorten
- Basslerites (Loculiconcha) ikoroduensis Omatsola, 1970
- Basslerites (Loculiconcha) punctatus Omatsola, 1972
- Basslerites abalidiegwuensis Reyment, 1963 †
- Basslerites argomega Bold, 1963 †
- Basslerites berchoni (Brady, 1870) Ruggieri, 1953
- Basslerites bosqueti Keij, 1955
- Basslerites canadensis Teichert, 1937 †
- Basslerites delreyensis LeRoy, 1943 †
- Basslerites elongatus Omatsola, 1972
- Basslerites glabellus Guan, 1978 †
- Basslerites kungosuntsoi Hu & Tao, 2008
- Basslerites liebaui Jain, 1978
- Basslerites longiuscula Ruan, 1988
- Basslerites minutus Bold, 1958 †
- Basslerites miocenicus (Howe in Howe, Hadley et al., 1935) Coryell & Fields, 1937 †
- Basslerites parvissimus Teeter, 1975
- Basslerites punctofissurella Swain & Gilby, 1967
- Basslerites sonorensis Benson & Kaesler, 1963
- Basslerites teres (Brady, 1869) Ruggieri, 1950
- Basslerites thlipsuroidea Swain, 1967
- Basslerites twincayensis Teeter, 1975
- Basslerites vokesi Kontrovitz, 1976
- Basslerites wangokuefei Hu, 1984 †